# 奥林匹克国家森林
奥林匹克国家森林（英語：Olympic National Forest）是美国的一处国家森林，位处华盛顿州，占地面积约628,115英畝（2,541.89平方）。它几乎将附近的奧林匹克國家公園和奥林匹克山脉包住了。奥林匹克国家森林包含华盛顿州克拉勒姆县、格雷斯港县、傑佛遜縣和梅森县。林内的地貌各有不同，从溫帶雨林到华盛顿山山峰，种类繁多。